# Felicity Ace

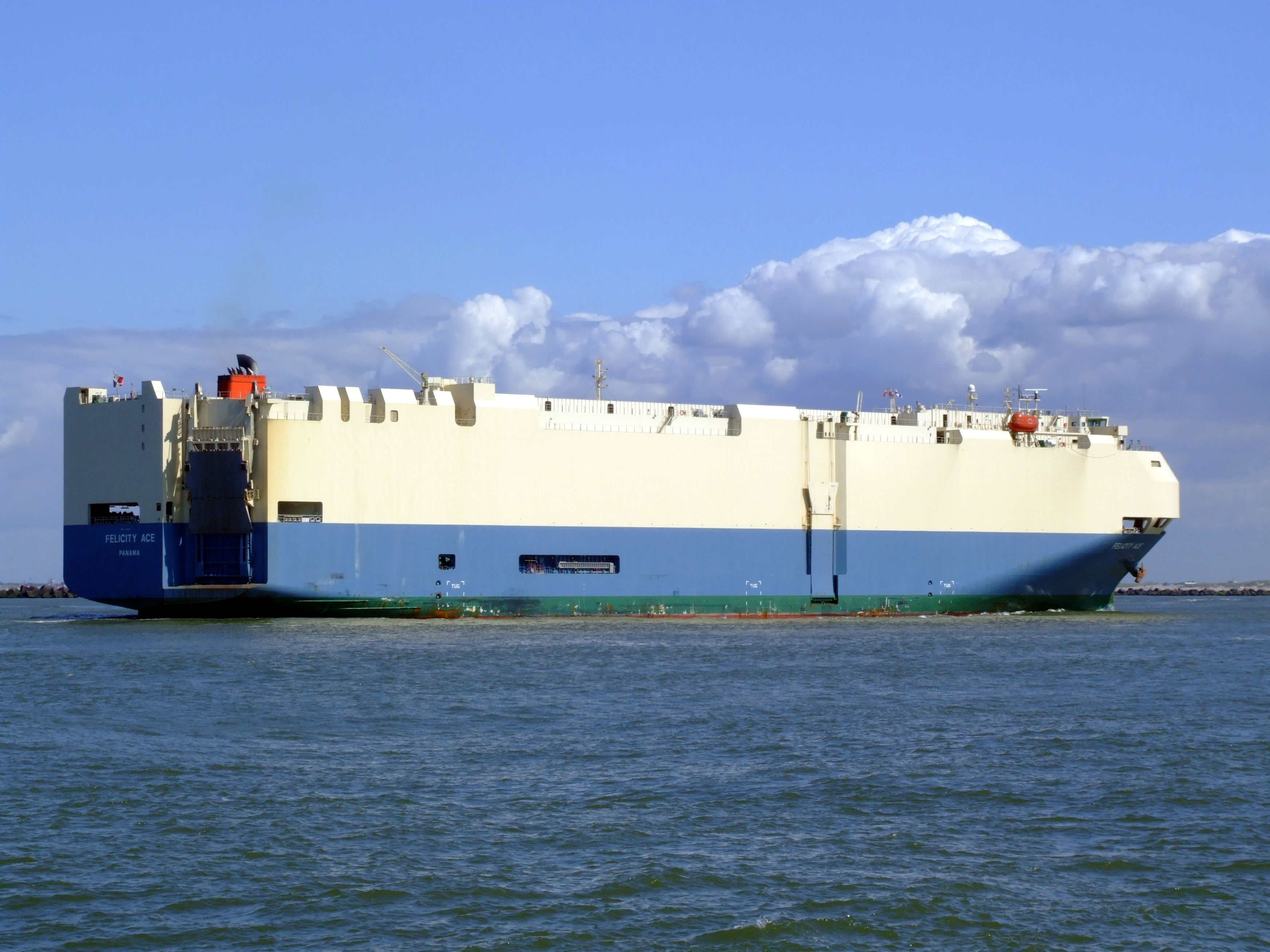
Задній вид

37°31′43″ пн. ш. 28°59′08″ зх. д. / 37.52861° пн. ш. 28.9856° зх. д.
Felicity Ace — це вантажне судно — ролкер (Pure Car/Truck Carrier), побудоване на верфі Shin Kurushima в 2005 році, належить і керується японською Mitsui OSK Lines, зареєстрованою в Панамі. Загорілося в лютому 2022 року біля берегів Азорських островів.

## Пожежа 2022 року
Судно вийшло з порту 10 лютого 2022 року з Емдена, Німеччина, і перевозило 3965 автомобілів Volkswagen, включаючи моделі Audi, Porsche, Lamborghini та Bentley, з загальною ціною продажу до половини мільярда євро.
Вантажна секція загорілася 16 лютого 2022 року під час подорожі Північною Атлантикою в напрямку Девісвілля, штат Род-Айленд. У цей час корабель знаходився приблизно в 200 милях від острова Терсейра на Азорських островах. Капітан повідомив Reuters, що літій-іонні батареї в автомобілях загорілися, і судно можна було погасити лише за допомогою спеціального обладнання.
Усі 22 члени екіпажу покинули корабель і вижили, будучи евакуйованими португальськими ВМС. За кораблем слідує патрульний корабель ВМС Португалії NRP Setúbal приблизно на 170 кілометрів (110 миля) південний захід від Азорських островів, чекаючи, поки рятувальники спробують загасити пожежу та відбуксирувати судно до берега. Для підтримки судна було замовлено два великих буксири з протипожежним обладнанням. Обидва прямують з Гібралтару. Крім того, рятувальне судно з протипожежним обладнанням має прибути з Роттердама, орієнтовно, 23 або 24 лютого Речник португальського флоту сказав, що Felicity Ace навряд чи буде відбуксировано до порту на Азорських островах через його розміри.